# Ivan Bodin
Erik Ivan Bodin (ur. 20 lipca 1923 w Sundsvall, zm. 29 sierpnia 1991) – szwedzki piłkarz występujący podczas kariery obrońcy. Brązowy medalista mistrzostw świata w 1950.

## Kariera klubowa
Ivan Bodin piłkarską karierę rozpoczął w Mälarhöjdens IK. W latach 1948–1955 był zawodnikiem AIK Fotboll. Z AIK dwukrotnie zdobył Puchar Szwecji w 1949 i 1950.

## Kariera reprezentacyjna
Jedyny raz w reprezentacji Szwecji Bodin wystąpił 2 września 1951 w wygranym 3-2 spotkaniu Pucharu Nordyckiego z Finlandią. Rok wcześniej był w kadrze na mistrzostwa świata.